# Трёхгранный плавающий уж
Трёхгранный плавающий уж (лат. Xenochrophis trianguligerus) — неядовитая змея семейства ужеобразных.

## Описание
Общая длина достигает 1,35 м. Голова несколько вытянутая, несколько сжатая с боков. Туловище стройное. Спинная чешуя килеватая. Это один из самых красивых представителей рода. Характерной особенностью служат оранжево-красные или оранжево-жёлтые пятна по бокам, отделённые друг от друга чёрными поперечными полосками. Эти полоски нередко имеют выраженную треугольную форму, за которую вид и получил своё латинское название. Спинная сторона туловища и голова оливково-зелёные или оливково-коричневые. Яркие пятна по бокам чётко очерченные не у всех особей, иногда они представлены только цветными участками кожи между зелёной чешуёй, которые становятся хорошо заметны лишь, когда змея «надувается».

## Образ жизни
Любит равнинные первичные леса. Активен днём. Ведёт полуводный образ жизни. Питается рыбой, лягушками, нередко поедает кладки лягушачьей икры.
Это яйцекладущая змея. Самка откладывает до 10 яиц.

## Распространение
Обитает на территории следующих стран: Бруней, Мьянма, Индия, Камбоджа, Лаос, Вьетнам, Малайзия, Сингапур, Таиланд, а также на большинстве островов Индонезии.